# Incontinência de esforço
Incontinência de esforço corresponde à perda involuntária de urina que ocorre quando o aumento súbito na pressão abdominal dentro da bexiga exceda a pressão máxima de encerramento da uretra, na ausência de actividade do músculo detrusor.
Assim se a pessoa ou indivíduo fizer um esforço maior certamente irá urinar sem querer.

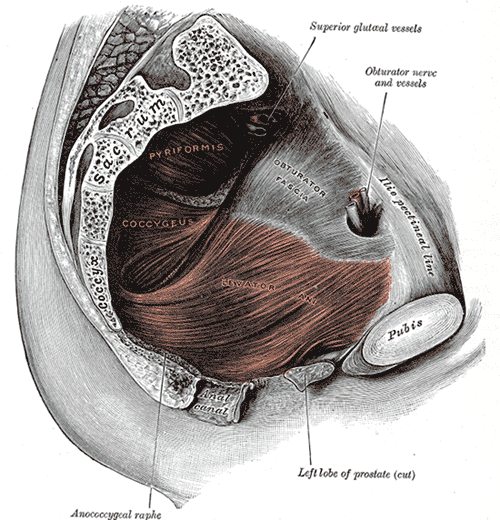
Gray404

Há uma estimativa que esse tipo de incontinência urinária, atinja com maior frequencia as mulheres sendo muito rara no homem. As mulheres com incontinência de esforço habitualmente perdem pequenos volumes de urina após actividades simples como: rir, tossir, espirrar, levantar pesos, saltar e correr, actividades estas que tendem a aumentar a pressão intra-abdominal.
Há uma maior incidência em mulheres que tiveram vários filhos, provavelmente como resultado de lesões ocorridas no pavimento pélvico durante o parto por via vaginal. No entanto, as mulheres que nunca tiveram filhos podem também sofrer desta situação.
Ainda há mecanismo que ocorre em doenças que a medicina não consegue explicar totalmente.